# Ustordinski autonomni okrug
Ustordinski autonomni okrug bio je autonomni okrug u Irkutskoj oblasti u Rusiji. Pripojen je Irkutskoj oblasti 1. siječnja 2008.